# Fish River (Macquarie River)
Der Fish River ist ein Fluss in der Mitte des australischen Bundesstaates New South Wales. 
Er entspringt an den Westhängen des Shooters Hill, etwa 20 Kilometer südöstlich von Oberon und fließt von dort nach Nordwesten, um östlich von Bathurst in den Macquarie River zu münden.
Bei Oberon liegt der Fish-River-Stausee, dessen Wasser für die Bewässerung der landwirtschaftlichen Flächen in der Gegend genutzt wird.

## Name
Der Fish River erhielt seinen Namen von den Entdeckern der Gegend um Bathurst, weil man in ihm sehr viele Fische fand. Der Grund dafür liegt in der über das Jahr konstanten Wasserführung des Flusses, was in Australien eher selten ist.